# رذيلة طوكيو (مسلسل)
رذيلة طوكيو (بالإنجليزية: Tokyo Vice)‏ هو مسلسل دراما جريمة من بطولة أنسيل إلغورت، كين واتانابي، رايتشل كيلر، ايلا رومبف ورينكو كيكوتشي. من المقرر عرض أول حلقة على منصة إتش بي أو ماكس في 7 أبريل 2022.

## الحبكة
في عام 1999، انتقل الصحفي الأمريكي جيك أدلشتاين إلى طوكيو وكان عليه أن يجتاز امتحانًا كتابيًا باللغة اليابانية للحصول على فرصة للانضمام إلى طاقم إحدى الصحف اليابانية الكبرى. عمل مع محقق مخضرم في فرقة الآداب، وبدأ في استكشاف عالم ياكوزا الياباني المظلم والخطير.

## طاقم التمثيل
- أنسل إلغورت بدور جيك أدلشتين، صحفي أمريكي من ميسوري ينتقل إلى طوكيو. كلما طالت مدة إقامته، تعمق في فساد عالم طوكيو السفلي غير الطبيعي، حيث لا يوجد أحد كما يبدو.
- كين واتانابي بدور هيروتو كاتاجيري، محقق في قسم الجريمة المنظمة. يعتبر أب لأدلشتاين يساعده في إرشاده عبر الخط الرفيع وغير المستقر في كثير من الأحيان بين القانون والجريمة المنظمة.
- رايتشل كيلر بدور سامانثا بورتر، مغتربة أمريكية تعيش في طوكيو وتعمل كمضيفة في نادي أونيكس في منطقة كابوكيتشو.
- هيدأكي ايتو بدور جين مياموتو، نائب المباحث الذي أصبح أول مسؤول اتصال لجيك في قسم الشرطة.
- شو كاساماتسو بدور ساتو، منفذ ياكوزا الذي يجمع أموال الحماية من النادي الذي تعمل فيه سامانثا.
- ايلا رومبف بدور بولينا، مهاجرة من أوروبا الشرقية، ومضيفة جديدة تكافح في نادي أونيكس مع سامانثا. أتت إلى طوكيو للعمل كعارضة أزياء، وانجذبت إلى منطقة كابوكيتشو السيئة.
- رينكو كيكوتشي بدور ايمي ماروياما، مشرفة أدلشتين، مزيج من مختلف الزملاء والمشرفين الذين عملوا مع الشخصية الحقيقية لأدلشتين خلال مسيرته.
- يامشيتا توموهيسا بدور أكيرا، صديق بولينا.

## الحلقات
| ر. الإجمالي | العنوان                    | المخرج               | الكاتب              | تاريخ الإصدار الأصلي |
| ----------- | -------------------------- | -------------------- | ------------------- | -------------------- |
| 1           | «The Test»                 | مايكل مان            | جاي تي روجرز        | 7 أبريل 2022         |
| 2           | «Kishi Kaisei»             | Josef Kubota Wladyka | Karl Taro Greenfeld | 7 أبريل 2022         |
| 3           | «Read The Air»             | Josef Kubota Wladyka | آرثر فيليبس         | 7 أبريل 2022         |
| 4           | «I Want It That Way»       | Hikari               | ناعومي ايزوكا       | 14 أبريل 2022        |
| 5           | «Everybody Pays»           | Hikari               | آدم شتاين ‏          | 14 أبريل 2022        |
| 6           | «The Information Business» | Josef Kubota Wladyka | Jessica Brickman    | 21 أبريل 2022        |
| 7           | «Sometimes They Disappear» | Josef Kubota Wladyka | Brad Caleb Kane     | 21 أبريل 2022        |
| 8           | «Yoshino»                  | ألان بول             | J. T. Rogers        | 28 أبريل 2022        |